# Gazini Ganados
Gazini Christiana Jordi Acopiado Ganados (Dapitan, 26 dicembre 1995) è una modella filippina, incoronata Miss Filippine 2019.

## Biografia
Nata a Dapitan da padre palestinese e madre filippina, viene cresciuta dai propri nonni materni. Cresciuta poi nella città di Talisay, studia management del turismo presso l'Università di San José-Recoletos di Cebu.
Dopo aver intrapreso la carriera di modella, partecipa a Miss Mondo Filippine 2014, dove si classifica nella Top 13. Cinque anni dopo compete al concorso di Miss Filippine, tenutosi proprio a Cebu, dove è proclamata vincitrice dalla reginetta uscente Catriona Gray nonché rappresentante del proprio paese a Miss Universo 2019. Nel dicembre dello stesso anno vola quindi ai Tyler Perry Studios di Atlanta per la 68ª edizione di Miss Universo, dove è tra le favorite alla vittoria ma è classificata solamente nella Top 20.